# Syrach Janicki
Syrach Bogdan Janicki OFM (ur. 16 stycznia 1966 w Siemianowicach Śląskich) – polski franciszkanin, doktor teologii, członek Prowincji Wniebowzięcia NMP Zakonu Braci Mniejszych w Katowicach.

## Życiorys
Do zakonu franciszkańskiego wstąpił w 1984. Po odbyciu rocznego nowicjatu złożył w 1985 pierwszą profesję zakonną. Następnie studiował filozofię i teologię w Wyższym Seminarium Duchownym Braci Mniejszych w Katowicach. Po przyjęciu święceń kapłańskich 16 maja 1991 i krótkiej praktyce duszpasterskiej w Polsce został skierowany na studia specjalistyczne z franciszkanizmu w rzymskim Antonianum (Instytut Duchowości Papieskiego Ateneum Antonianum). Obronił pracę doktorską o br. Alojzym Kosibie OFM.
Jest wykładowcą w seminarium duchownym swojej macierzystej prowincji zakonnej (kierownictwo duchowe, teologia życia konsekrowanego).

## Publikacje
- 1990 – Sanktuarium św. Franciszka in Deserto w Woźnikach
- 1999 – Servus dei Fr. Aloisius Petrus Kosiba ofm. Historia, spiritualitas, actualitas (pars disseratiionis)
- 1999 – Fundacja klasztoru klarysek Prowincji Wniebowzięcia NMP
- 2000 – Lektura powołaniowa. Panie, co chcesz, abym czyniła? Legendy o św. Klarze ISBN 83-901128-4-1
- 2003 – Panie, co chcesz, abym czynił? ISBN 83-85214-54-2
- 2003 – Sługa Boży Brat Alojzy Piotr Kosiba OFM (1855-1939) historia – duchowość – aktualność ISBN 83-905768-4-8
- 2003 – Chcę Cię błogosławić i chwalić o Panie. Modlitwy św. Klary z Asyżu Roślinki św. Franciszka ISBN 83-85214-62-3
- 2003 – Medytacje franciszkańskie / Adwent i Boże Narodzenie, t. 1/4 ISBN 83-85214-65-8
- 2004 – Medytacje franciszkańskie / Okres Wielkiego Postu i Wielkanocy, t. 2/4 ISBN 83-85214-66-6
- 2005 – Medytacje franciszkańskie na wszystkie dni roku liturgicznego / Okres zwykły – tygodnie I-XVII. t. 3/4 ISBN 83-85214-76-3
- 2008 – Czytanki majowe na jubileusz 100-lecia konsekracji bazyliki w Panewnikach
- 2008 – Jubileusz 100-lecia konsekracji bazyliki w Panewnikach
- bez roku – Ewangeliczny sposób życia Ubogich Sióstr Klarysek (pod red.)